# Aeroporto Ipiranga
O Aeroporto Ipiranga (IATA: IPG, ICAO: SWII) é o aeroporto que atende à cidade de Santo Antônio do Içá, Amazonas, Brasil. Está localizado a 3 km do centro de Santo Antônio do Içá.